# Nadia Röthlisberger-Raspe
Nadia Röthlisberger-Raspe (ur. 30 czerwca 1972 w Bazylei, zm. 9 lutego 2015 w Bernie) – szwajcarska curlerka. Srebrna medalistka olimpijska, wielokrotna medalistka mistrzostw świata i Europy. Zmarła w wieku 42 lat na nowotwór kości.

## Osiągnięcia

### Igrzyska Olimpijskie
W 2002 roku w Salt Lake City zdobyła srebrny medal, razem z Luzią Ebnöther, Mirjam Ott, Laurence Bidaud i Tanyą Frei.

### Mistrzostwa świata
Trzykrotnie brała udział w Mistrzostwach świata w curlingu, raz zdobywając srebro (2000), raz brąz (2004); w 1999 jej drużyna zajęła 5. miejsce.

### Mistrzostwa Europy
Trzykrotnie brała udział w Mistrzostwach Europy w curlingu. W każdym swoim udziale zdobyła medal; w 2003 srebro, a brąz w latach 1999 i 2001.